# Garnison de Hong Kong
La garnison de Hong Kong (中國人民解放軍駐香港部隊) est une composante de l'armée populaire de libération de République populaire de Chine, responsable de la défense de la région administrative spéciale de Hong Kong depuis la rétrocession à la Chine en 1997. Avant cette date, le territoire était sous gouvernance britannique, et la défense était la responsabilité des forces britanniques à Hong Kong, avec l'aide auxiliaire du régiment royal de Hong Kong (en).
Son quartier général est situé à Central sur l'île de Hong Kong. Elle compte approximativement entre 10 000 et 12 000 membres, en incluant le personnel de la police populaire armée.

## Rôle à Hong Kong
La République populaire de Chine assume la souveraineté sur Hong Kong depuis le 1er juillet 1997 et le Conseil des affaires de l'État stationne une garnison de l'armée populaire de libération à Hong Kong pour gérer les affaires de défense du territoire. Mais sur place, elle est largement considérée comme un symbole du contrôle de Pékin sur Hong Kong et est néanmoins affirmée comme une force prête au combat.
La loi fondamentale de Hong Kong prévoit que le Conseil des affaires de l'État sera responsable de la défense de Hong Kong et supportera les dépenses de la garnison, tandis que le gouvernement britannique de Hong Kong d'avant 1997 devra payer pour l'armée. La loi sur la garnison, promulguée par la suite par l'Assemblée populaire nationale, contient des dispositions spécifiques sur les devoirs et les règles de discipline du personnel de la garnison, la juridiction et d'autres questions, pour aider la garnison de Hong Kong à remplir ses fonctions de défense selon des lignes juridiques. Les forces militaires stationnées à Hong Kong ne doivent pas s'immiscer dans les affaires locales et le gouvernement de Hong Kong est responsable du maintien de l'ordre public. La garnison officiellement stationnée à Hong Kong assume la responsabilité de la défense de Hong Kong à partir de minuit le 1er juillet 1997.
La garnison de Hong Kong comprend des éléments de l'armée de terre chinoise, de la marine chinoise et de la force aérienne chinoise, sous le commandement direct de la Commission militaire centrale de Pékin et sous le contrôle administratif du Commandement du théâtre sud (en).
Dans l'exercice de ses fonctions de défense, la garnison de Hong Kong doit respecter les lois nationales et de Hong Kong, ainsi que les règles et réglementations en vigueur de l'armée populaire de libération, conformément à la loi sur la garnison, une loi de la République populaire de Chine. Après son entrée à Hong Kong, la garnison de Hong Kong respecte la loi fondamentale et la loi sur la garnison, organisant activement l'entraînement militaire. Conformément à la loi sur la garnison, elle établit des contacts de travail avec le gouvernement de Hong Kong et ouvre la base navale de Ngong Shuen Chau et le fort de Stanley au public pour promouvoir la compréhension et la confiance des Hongkongais envers les forces de garnison et leur personnel. Des événements portes ouvertes annuels sont organisés pour présenter les atouts et l'état de préparation au combat du personnel de la garnison. Les rotations des troupes de garnison sont également courantes,.
Début 2022, Xi Jinping, le président de la Commission militaire centrale (en), nomme le général de division Peng Jingtang (en), ancien commandant de la police populaire armée, à la tête de la garnison de Hong Kong.

## Insigne
Le personnel de la garnison de Hong Kong portait des uniformes différents de leurs homologues du continent jusqu'à ce qu'un nouvel ensemble d'uniformes soit introduit en 2007. Les véhicules de l'armée ont le volant à droite, comme les véhicules civils à Hong Kong, et portent des plaques d'immatriculation qui commencent par ZG, représentant zhùgǎng (驻港/駐港) en chinois pour « [stationné] à Hong Kong ».

## Commandement

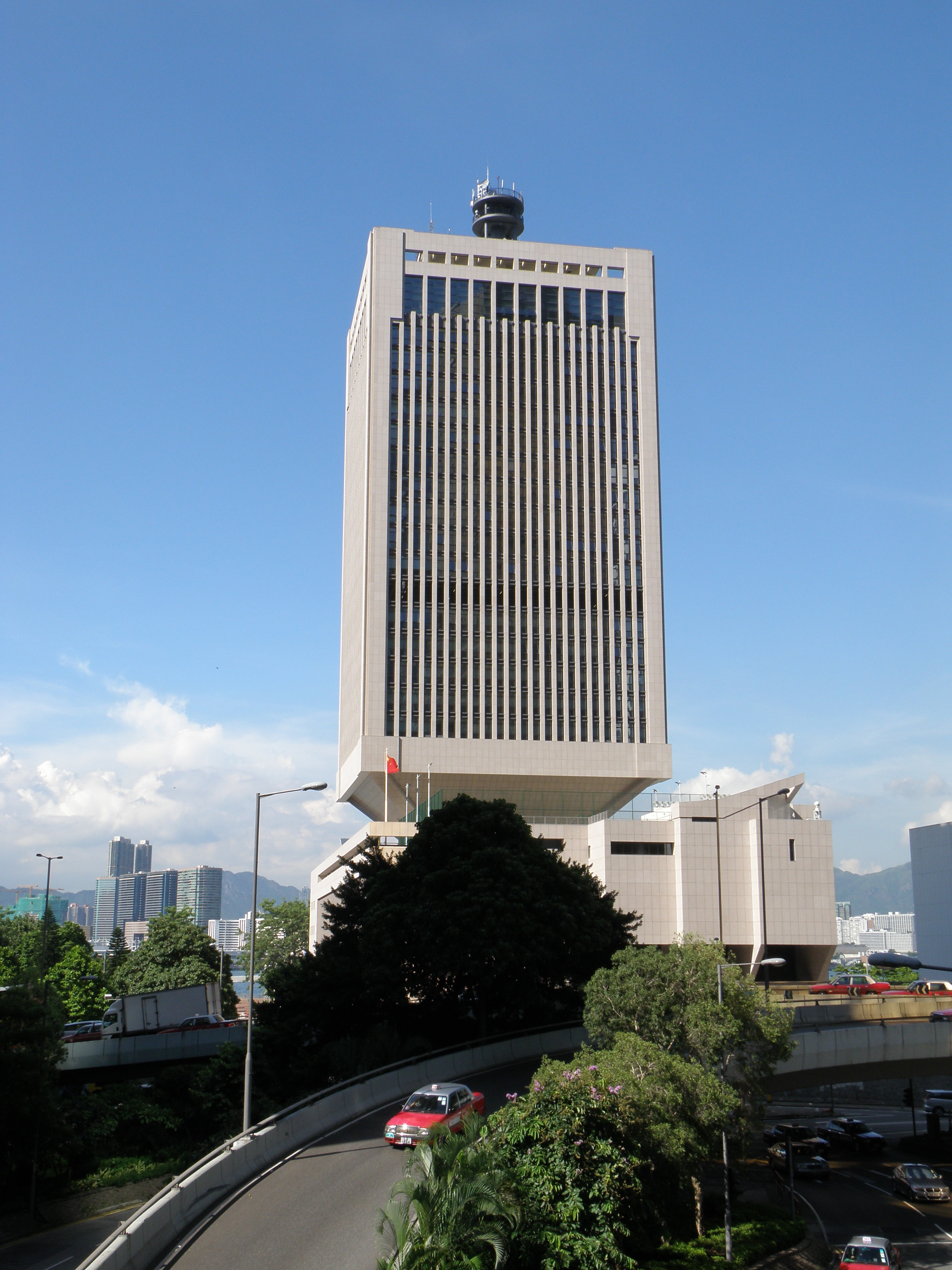
Siège de l'Armée populaire de libération à Hong Kong

La garnison de Hong Kong rend compte à la fois au Commandement du théâtre sud (en) et à la Commission militaire centrale de Pékin, et informe le gouvernement de Hong Kong de toute action à l'intérieur ou autour de Hong Kong.
Commandants de garnison
- Lieutenant-général Liu Zhenwu (en) 1997–1999 (nommé en 1994)
- Lieutenant-général Xiong Ziren 1999–2003[7]
- Lieutenant-général Wang Jitang 2003–2007
- Lieutenant-général Zhang Shibo (en) 2007–2012
- Lieutenant-général Wang Xiaojun (en) 2012–2014
- Lieutenant-général Tan Benhong (en) 2014–2019
- Major-général Chen Daoxiang 2019–2022
- Major-général Peng Jingtang (en) 2022–aujourd'hui

Commissaires politiques
- Major-général Xiong Ziren 1997–1999
- Major-général Wang Yufa (en) 1999–2003
- Major-général Liu Liangkai 2003–2005
- Lieutenant-général Zhang Rucheng 2005–2007
- Lieutenant-général Liu Liangkai 2007–2010, second mandat
- Lieutenant-général Wang Zengbo 2010–2012
- Lieutenant-général Yue Shixin 2012–2018
- Major-général Cai Yongzhong 2018–aujourd'hui

## Propriétés
Il y a 19 sites occupés par la garnison à travers Hong Kong. Selon une enquête de Reuters, bon nombre de ces sites sont délabrés et ne sont pas pleinement utilisés, ce qui amène certains à affirmer que les terrains devrait être restitué et transformé logements. Le champ de tir de Tsing Shan occupe environ 80 % des 2 750 hectares de terrain gérés par l'armée populaire de libération,.
Un vingtième site secret est découvert en 2014, sans que l'armée populaire de libération n'en ai informé le public, comme l'exige la loi sur la garnison.
Le commandant réside au Peak à Headquarters House (en) au 11 Barker Road. Le United Services Recreation Club (en) fait également partie de la garnison.

## Armée

### Régiments/unités
- Brigade de garnison d'infanterie (assaut aérien) (unité 53300)

Anciennement 1er régiment rouge de la 1re division rouge, 1re Armée Rouge. En 1949, le régiment comprenait le 424e régiment de la 142e division de la 48e armée. En 1952, la 142e division est affectée à la 55e armée et le 424e régiment est renommé 430e régiment. En 1970, la 144e division est rebaptisée 163e division et le 430e régiment renommé 487e régiment.
- Bataillon de la garde d'honneur de la garnison de Hong Kong (en)
- 3 bataillons d'infanterie (assaut aérien/héliporté)
- 1 bataillon d'infanterie mécanisée
- 1 batterie d'artillerie
- 1 bataillon du génie
- 1 compagnie de reconnaissance/d'opérations spéciales (nommée unité d'intervention en 5 minutes, dont certaines sont ensuite transférées à la garnison de Macao pour y former un nouveau peloton de réaction rapide)
- 1 bataillon de collecte de renseignements
- 1 convoi blindé
- 1 base logistique à Shenzhen (unité 53310)[12]
- 1 compagnie de transport automobile à Shao Fei

### Bases
Les bases à Hong Kong sont d'anciennes installations britanniques, notamment de l'armée britannique :
- Caserne de Central – Armée de terre – anciennement HMS Tamar
- Caserne de Ching Yi To – anciennement au sein de la caserne Victoria et renommé depuis « caserne de Queen's Lines »
- Caserne de Kowloon Est – anciennement « caserne Osborn »
- Caserne de Stanley – Armée de terre – siège de l'unité d'intervention en 5 minutes
  - Caserne de Chek Chue
- Caserne de Western –  88 Bonham Road (en) – anciennement « caserne de Bonham Tower »
- Caserne de Stonecutter – Marine
- Aérodrome de Shek Kong, caserne de Shek Kong – Force aérienne.
  - Enceinte nord – anciennement « Borneo Lines »
  - Enceinte sud – anciennement « Malaya Lines »
- Caserne de San Tin – anciennement Cassino Lines
- Caserne de Tam Mei – Ngau Tam Mei à Yuen Long
- Gallipoli Lines – Sha Tau Kok Road à Fanling, anciennement « camp de San Wai »
  - Champ de San Wai/Tai Ling
- Burma Lines - aussi appelé « camp de Queen's Hill »
- Caserne de Gun Club Hill à Kowloon – siège de l'hôpital de la garnison

### Équipement
| Modèle                          | Type                                              | Nombre | Dates       | Fabricant            | Détails                      |
| ------------------------------- | ------------------------------------------------- | ------ | ----------- | -------------------- | ---------------------------- |
| Type 92                         | Véhicule blindé de transport de troupes à 6 roues | 21     | Années 1980 | Norinco              | Avec mitrailleuse de 12,7 mm |
| Type 56C                        | Fusil d'assaut de 7,62 mm                         | N/A    | N/A         | Norinco              |                              |
| Type 88                         | Fusil de précision de 5,8 mm                      | N/A    | N/A         | Norinco              |                              |
| QBZ-95                          | Fusil d'assaut automatique de 5,8 mm              | N/A    | N/A         | Norinco              |                              |
| QBZ-03                          | Fusil d'assaut automatique de 5,8 mm              | N/A    | N/A         | Norinco              |                              |
| QCW-05 (en)                     | Pistolet-mitrailleur                              | N/A    | N/A         | Norinco              |                              |
| Lance-grenades Type 87 (en)     | Lance-grenades                                    | N/A    | N/A         | Norinco              |                              |
| Mitrailleuse d'escouade type 95 | Mitrailleuse légère                               | N/A    | N/A         | Norinco              |                              |
| Pistolet Type 92                | Pistolet                                          | N/A    | N/A         | Norinco              |                              |
| Jiefang CA-30 (en)              | Camion utilitaire                                 | N/A    | N/A         | FAW Group, Changchun |                              |
| Dongfeng EQ2050 (en)            | Véhicule utilitaire léger militaire (en)          | N/A    | 2010        |                      | Copie chinoise du Humvee     |
| JH600 Duke                      | Moto                                              | N/A    | N/A         | Jialing              |                              |

## Marine
La présence navale à Hong Kong est une sous-station limitée avec une petite flottille de navires tournant à partir de bases en Chine continentale.

### Escadres
- Escadre 38081 – une escadre navale de la flotte de la mer méridionale (en).

### Bases
- Stonecutter's Island (Base navale de Ngong Shuen Chau) – anciennement HMS Tamar
- Caserne de Tai O, Shek Tsai Po – anciennement station d'observation côtière navale, Tai O

### Flotte
Divers navires de la marine chinoise passent par la base, mais seuls quelques uns restent stationnés de manière semi-permanente.
| Classe ou nom              | Chantier naval                     | Type                      | Quantité | Année d'entrée en service | Détails | Photos |
| -------------------------- | ---------------------------------- | ------------------------- | -------- | ------------------------- | --- | ------ |
| Type 056                   | Chantier naval de Huangpu, Canton  | Corvette                  | 2        | 2013                      | 596 惠州 / Huizhou 597 钦州 / Qinzhou - 1 canon AK-176 76 mm - 2 canons 30 mm - 4 cellules pour YJ-83 - 8 cellules pour TY-90 - 2 triple tubes lance-torpilles 324 mm                                   |        |
| Classe Yuhai Type 074 (en) | Chantier naval de Wuhu, Anhui      | Navire de guerre amphibie | 3        | 2017-8                    | 3357, 3358, et 3359 2 canons 25 mm |        |
| Type 721                   | Chantier naval de Guiyang, Guangxi | Navire de transport léger | 2        | Années 1990               | 42 m de long, 8,8 de large et 2,14 m de haut. Déplacement complet de 140 tonnes, vitesse de 33 nœuds et portée maximale de 300 milles marins. Il peut transporter 70 personnes et 2 tonnes de matériel. |        |

## Force aérienne

### Unités
- 1 escadron d'hélicoptères (PLAAF # 39968) à la base de Shek Kong
- 1 escadron de chasseurs à la base du Guangdong

### Bases
La garnison de Hong Kong possède trois bases aériennes, dont deux à Hong Kong :
- Aérodrome de Shek Kong, Hong Kong
- Base aérienne de Shadi, à l'ouest de Canton, Guangdong
- Unité conjointe des mouvements, Chek Lap Kok – Aéroport international de Hong Kong

### Inventaire des aéronefs
| Appareils       | Pays de fabrication | Type                                     | Nombre                          | Notes                                                         | Image |
| --------------- | ------------------- | ---------------------------------------- | ------------------------------- | ------------------------------------------------------------- | ----- |
| Harbin Z-9 (en) | Chine               | Hélicoptère de manœuvre et d'assaut      | 12 – à l'aérodrome de Shek Kong | Variante améliorée de l'AS 565 Panther et du SA 360 Dauphin 2 |       |
| Changhe Z-8KH   | Chine               | Hélicoptère de recherche et de sauvetage | 4 – à l'aérodrome de Shek Kong  | Version sous licence du SA321 Super Frelon                    |       |